# Hydrodendron cornucopiae
Hydrodendron cornucopiae är en nässeldjursart som först beskrevs av Wilfrid Arthur Millard 1955.  Hydrodendron cornucopiae ingår i släktet Hydrodendron och familjen Haleciidae. Inga underarter finns listade i Catalogue of Life.